# Rupidesmus ruber
Rupidesmus ruber är en mångfotingart som beskrevs av Christoph D. Schubart 1952. Rupidesmus ruber ingår i släktet Rupidesmus och familjen Chelodesmidae. Inga underarter finns listade i Catalogue of Life.